# جيسي سي. دين
جيسي سي. دين هو سياسي أمريكي، ولد في 24 أبريل 1922 في إيروس في الولايات المتحدة، وتوفي في 7 ديسمبر 2015 في مقاطعة بوسير في الولايات المتحدة. نشط حزبياً في الحزب الجمهوري والحزب الديمقراطي. وقد انتخب عضو مجلس نواب لويزيانا ‏.